# Amped 2
 (juillet 2019).
Si vous disposez d'ouvrages ou d'articles de référence ou si vous connaissez des sites web de qualité traitant du thème abordé ici, merci de compléter l'article en donnant les références utiles à sa vérifiabilité et en les liant à la section « Notes et références ».
Amped 2 est un jeu vidéo de simulation de snowboard de Microsoft sorti fin 2003, suite de Amped: Freestyle Snowboarding.

## Système de jeu
La grosse innovation est la compatibilité avec le service Xbox Live. Désormais les courses avec 7 autres joueurs sont possibles. Amped 2 propose le snow-skate en discipline supplémentaire du simple snowboard. Le snow-skate est en fait un skateboard avec une planche lisse à la place des roulettes ce qui permet donc de glisser sur la neige. Les pieds n'étant pas attachés sur le snow-skate, le personnage peut faire des figures en retirant ses pieds de celui-ci.